# Galumna armatifera
Galumna armatifera är en kvalsterart som beskrevs av Sandór Mahunka 1996. Galumna armatifera ingår i släktet Galumna och familjen Galumnidae. Inga underarter finns listade i Catalogue of Life.